# Sebastian Kirchberger

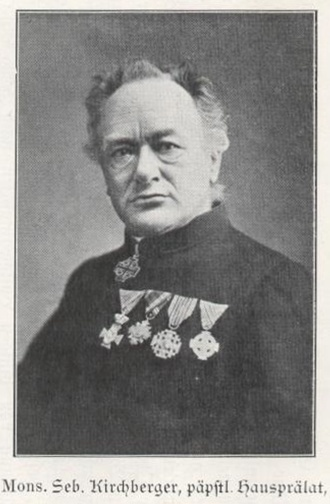
Domkapitular Prälat Sebastian Kirchberger, um 1904

Sebastian Kirchberger (* 24. Februar 1846 in Tegernsee; † 16. Mai 1919 in München) war ein deutscher katholischer Geistlicher, Domkapitular im Erzbistum München und Freising.

## Leben und Wirken
Sebastian Kirchberger war der Sohn des Glasermeisters Georg Kirchberger und dessen Ehefrau Maria geb. Kern.
Er besuchte die Volksschule in Tegernsee, dann das Gymnasium und schließlich das Georgianum in München. 1865 wurde er Mitglied der KDStV Aenania München im CV. Am 29. Juni 1871 erhielt er die Priesterweihe und avancierte später zum Inspektor der königlichen Erziehungsanstalt im Nordflügel von Schloss Nymphenburg, aus der das heutige Maria-Ward Gymnasium hervorging.
1890 wurde Kirchberger von Prinzregent Luitpold von Bayern zum Domkapitular im Erzbistum München und Freising ernannt. In dieser Amtsstellung fungierte er auch als Zentralpräses aller bayerischen Gesellenvereine.
1903 gründete der Domherr, zusammen mit dem Generalmajor Heinrich Himmel von Agisburg (1843–1915), in München den Bayerischen Pilgerverein vom Heiligen Land, wurde dessen langjähriger Vorsitzender und führte persönlich drei große bayerische Volkswallfahrten mit jeweils über 500 Pilgern nach Palästina (1904, 1908 und 1914).
Sebastian Kirchberger war Inhaber des Verdienstordens vom Hl. Michael IV. Klasse, des Luitpoldkreuzes, des päpstlichen Ordens Pro Ecclesia et Pontifice, des Jerusalem-Pilgerkreuzes sowie des Komturkreuzes mit Stern des Ritterordens vom Heiligen Grab zu Jerusalem. Außerdem bekleidete er die Würden eines Päpstlichen Hausprälaten und eines Ehren-Archimandriten  der melkitisch-katholischen Kathedrale von Baalbek.
Sebastian Kirchberger starb nach längerer schwerer Krankheit am 16. Mai 1919 in München.